# Moby Dick (musikalbum)
Moby Dick är The Bear Quartets sjätte studioalbum, utgivet 1997.

## Låtlista[1]
1. "Before the Trenches" - 3:43 (Alkberg)
2. "I'm Not in Here With You (You're in Here With Me)" - 3:38 (musik: Haapalainen, text: Nuottaniemi)
3. "Wounded Knee" - 7:36 (musik: Haapalainen, text: Nuottaniemi)
4. "His Spine" - 4:02 (Alkberg)
5. "Where Do You Put Your Hate?" - 3:26 (musik: Haapalainen, text: Nuottaniemi)
6. "Machine Gun" - 6:20 (musik: Haapalainen, text: Alkberg)
7. "Earthly Pastime" - 3:37 (musik: Haapalainen, text: Nuottaniemi)
8. "If You Have a Heart" - 8:27 (musik: Haapalainen, text: Nuottaniemi)
9. "Bad on the Halo" - 2:09 (musik: Alkberg, text: Nuottaniemi)
10. "A Hole Was Dug" - 5:54 (musik: Haapalainen, text: Nuottaniemi)
11. "Bastard" - 2:33 (Alkberg)

## Personal[1]
- Anders Willett - inspelning
- Erik Drougge - violin
- Hans Asteberg - bakgrundssång, mixning, inspelning
- Henrik Edström - viola
- Jari Haapalainen - akustisk gitarr, elgitarr, elpiano, handklapp, tamburin, instrumentation, mixning
- Jejo Perkovic - trummor
- Johan Forsman - bakgrundssång, inspelning
- Kalle Thorslund - handklapp, percussion
- Lars Boman - violin
- Lotten Zimmergren - cello
- Mattias Alkberg - sång, bakgrundssång, elgitarr, handklapp, instrumentation
- Paul Bothén - bakgrundssång, piano, orgel, handklapp, instrumentation, mixning, inspelning
- Paulina Holmgren - omslagsdesign
- Peter Johansson - endast listad som musiker
- Peter Nuottaniemi - bas
- Pierre Johansson - formgivning (logo)
- Robin Rydqvist - trumpet
- The Bear Quartet - omslagsdesign, producent, inspelning
- Thorbjörn Samuelsson - mastering

## Mottagande
Allmusic.com gav skivan 4,5/5. Skivan rankades av Sonic Magazine i juni 2013 som det 65:e bästa svenska albumet någonsin.